# Privilege (Toni Willé)
Privilege is het debuutalbum van Toni Willé. Het verscheen als elpee en muziekcassette in 1985, het jaar van opheffing van Pussycat waarin ze de tien jaar ervoor had gespeeld. Van het album verschenen hetzelfde jaar haar singles Hungry nights en Every beat of my heart. Het verscheen in meerdere landen.

## Nummers
| Nummer | naam                   | duur |
| ------ | ---------------------- | ---- |
| A1     | Hungry nights          | 3:46 |
| A2     | I'm sorry              | 2:57 |
| A3     | No One to Hold Me      | 4:45 |
| A4     | Sail away              | 4:05 |
| A5     | (I found) Love in time | 4:00 |
| A6     | Union silver           | 3:50 |
| B1     | Soon                   | 3:33 |
| B2     | Every beat of my heart | 3:10 |
| B3     | Rock 'n roll widow     | 4:22 |
| B4     | You keep me hangin' on | 3:43 |
| B5     | We had it all          | 3:00 |
| B6     | Sunday sunrise         | 3:30 |